# Graf-Münster-Gymnasium

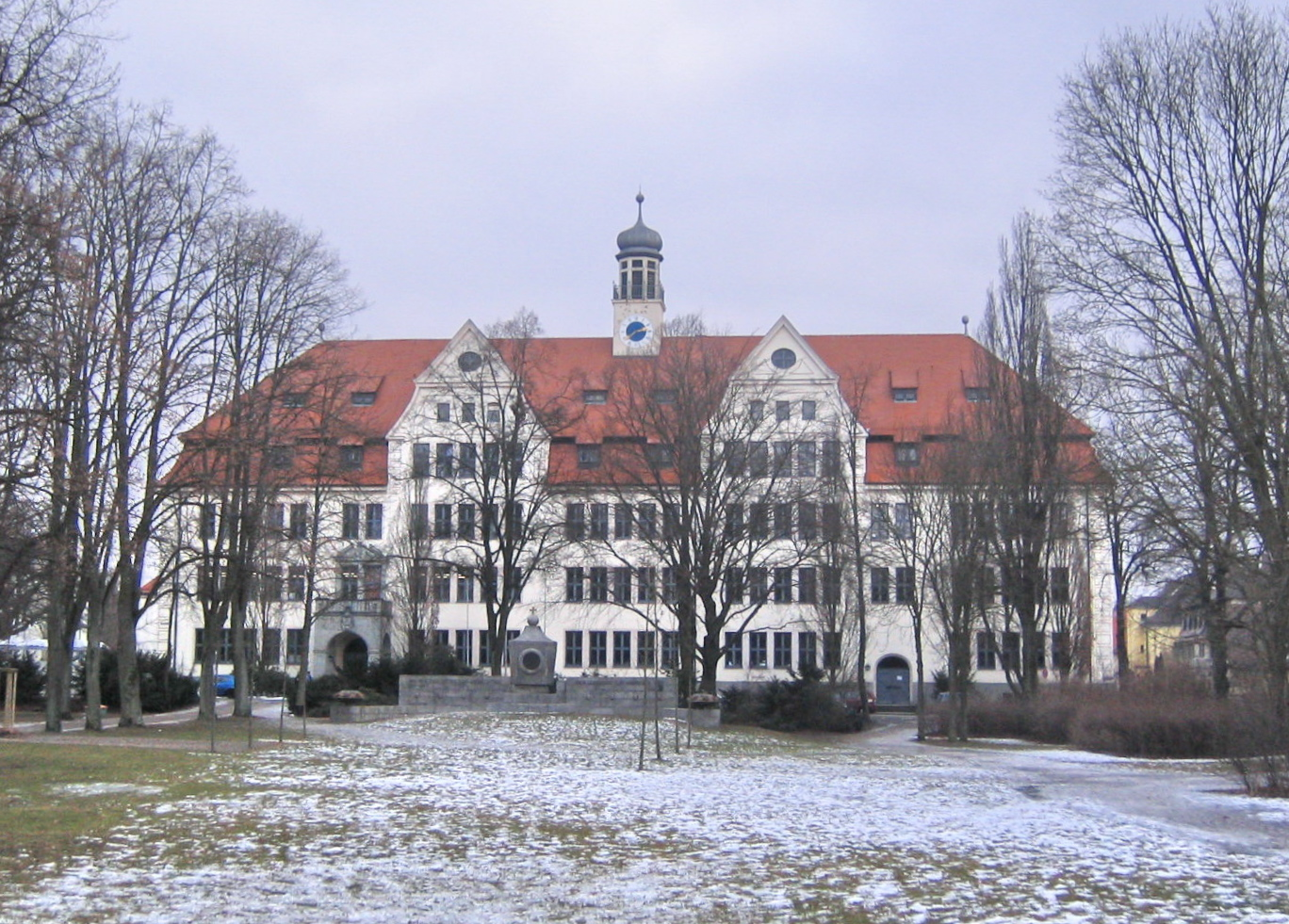
Hauptgebäude des Graf-Münster-Gymnasiums

Das Graf-Münster-Gymnasium (GMG) ist ein Gymnasium in Bayreuth mit 915 Schülerinnen und Schülern sowie 74 hauptamtlichen Lehrkräften (Schuljahr 2023/24).  Schulleiter ist seit 2019 Christian Kramer.
Seit 1910 besteht die damals als Oberrealschule eingeweihte Schule im derzeitigen Gebäude. Nach wie vor wird die einstige Oberrealschule Bayreuth im örtlichen Sprachgebrauch auch als OR (zweisilbig „O-Er“ gesprochen) bezeichnet.
Namensgeber war Georg Graf zu Münster (1776–1844), ein begeisterter Paläontologe, der seinerzeit viele bedeutende Funde in der Region rund um Bayreuth machte, die größtenteils im Urweltmuseum in Bayreuth ausgestellt sind. Das Logo des Gymnasiums, der sogenannte Dino, nimmt darauf Bezug.
Bis in die 1970er-Jahre hinein wurden – mit seltenen Ausnahmen in der Oberstufe – ausschließlich Knaben unterrichtet. Das GMG war die einzige Bayreuther Schule mit einem eigenen Schwimmbad, einer Kleinschwimmhalle mit einem 20-Meter-Becken. Sie beherbergt eine bedeutende naturwissenschaftliche Sammlung von Mineralien und Fossilien.

## Geschichte

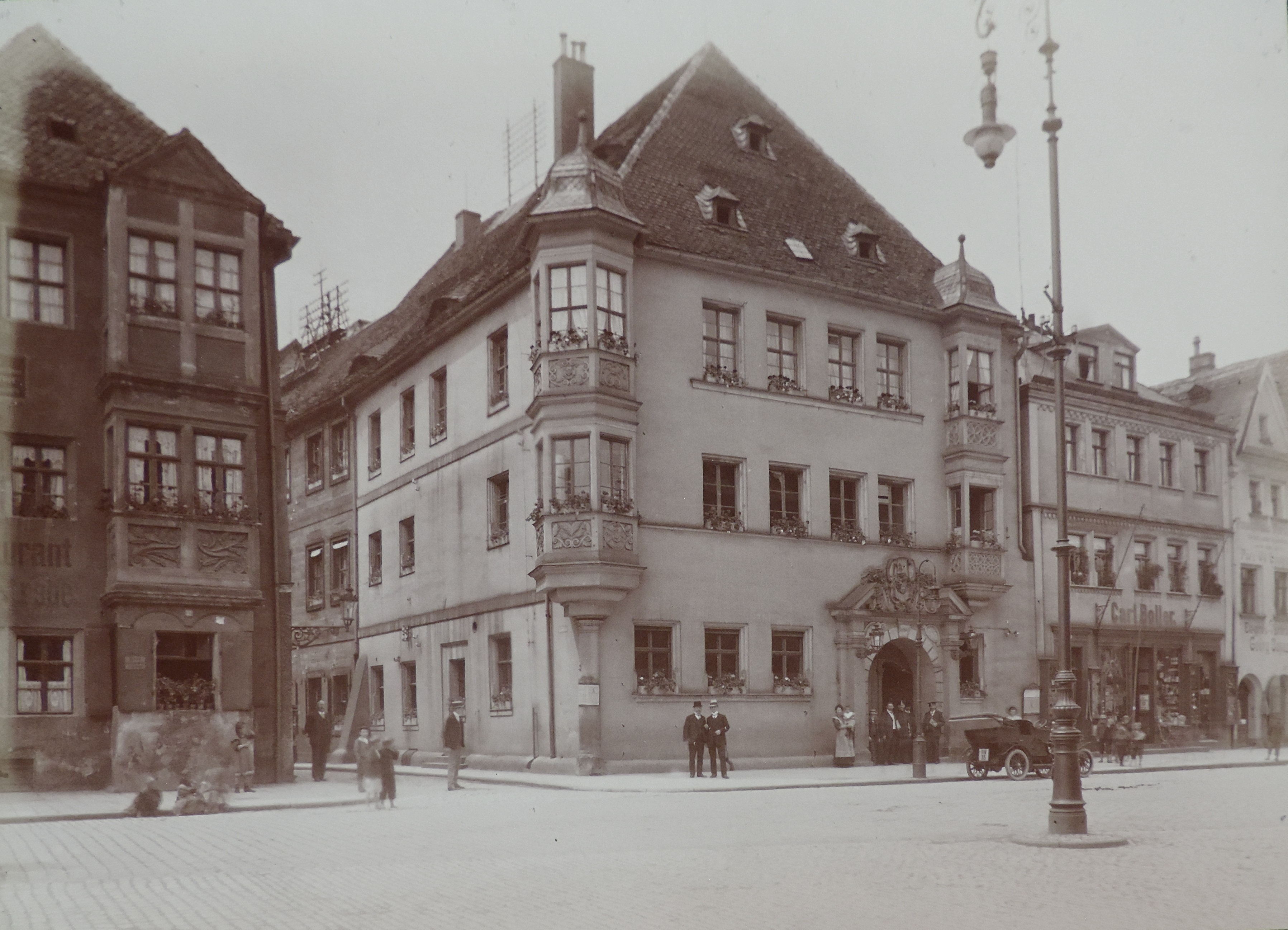
Altes Rathaus in der Maximilianstraße und Brautgasse, ca. 1910

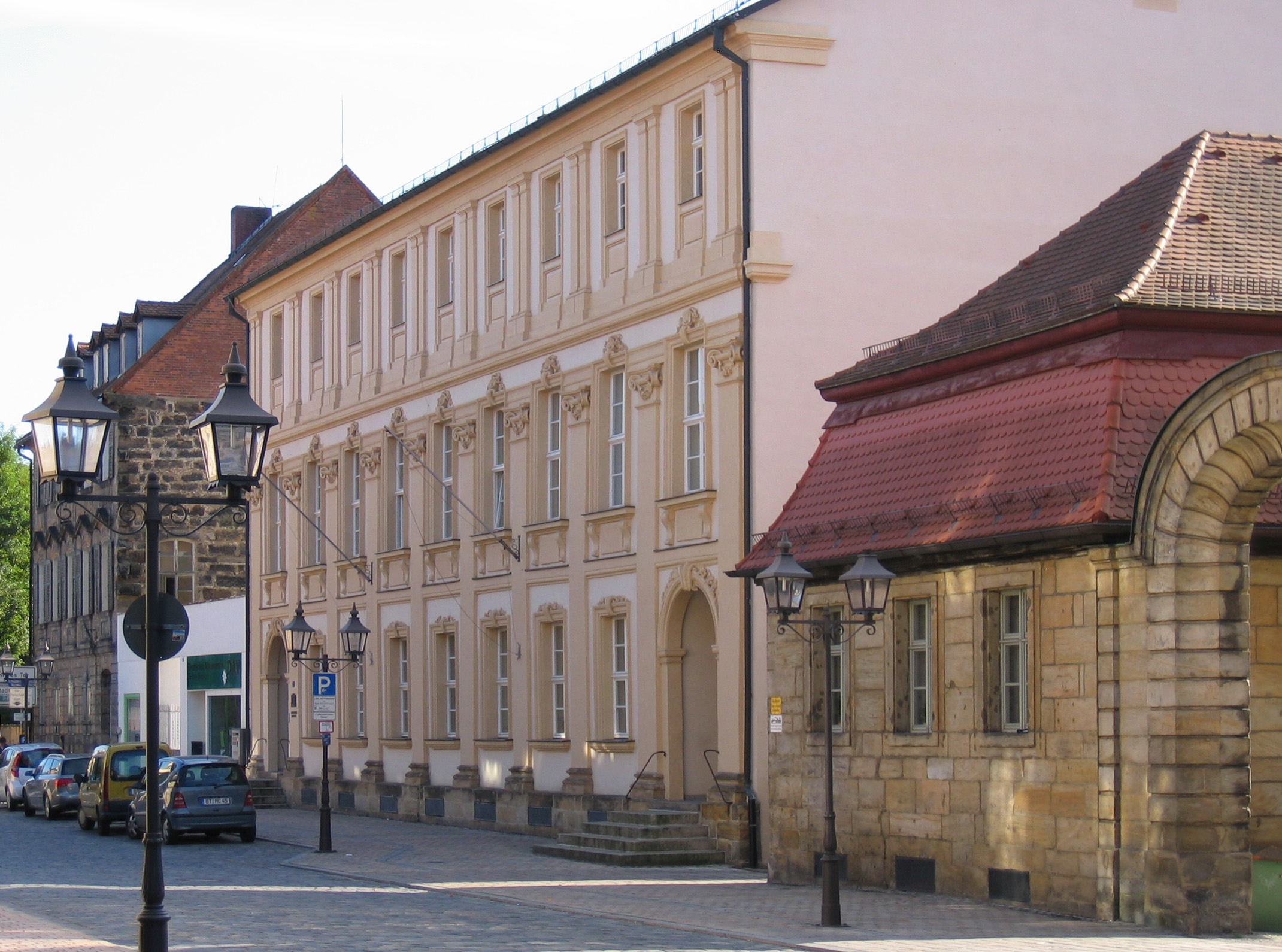
Künsberg-Palais, Friedrichstraße 18

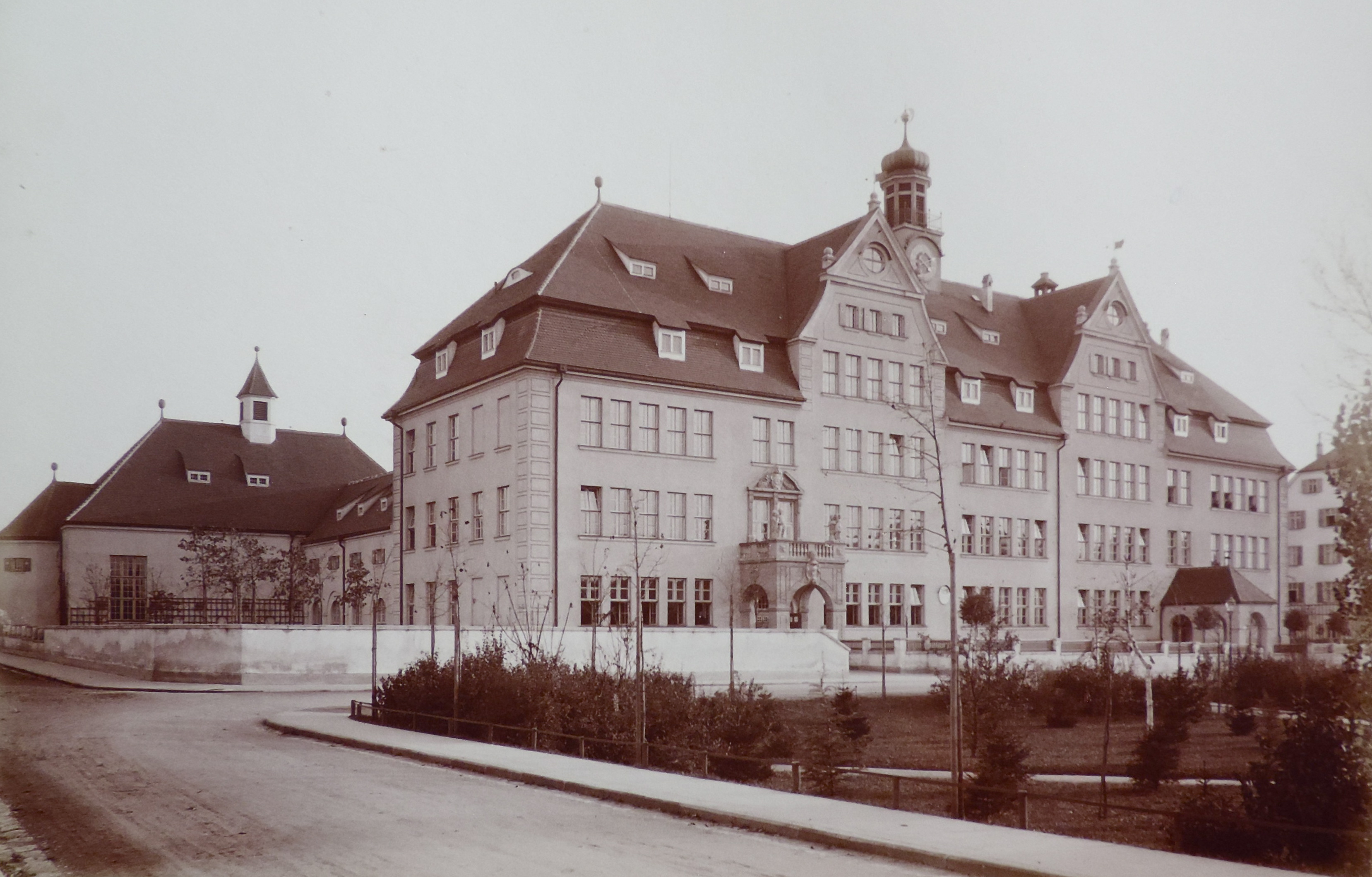
Königliche Kreisoberrealschule für Oberfranken am Schützenplatz (im Hintergrund die Turnhalle), 1910

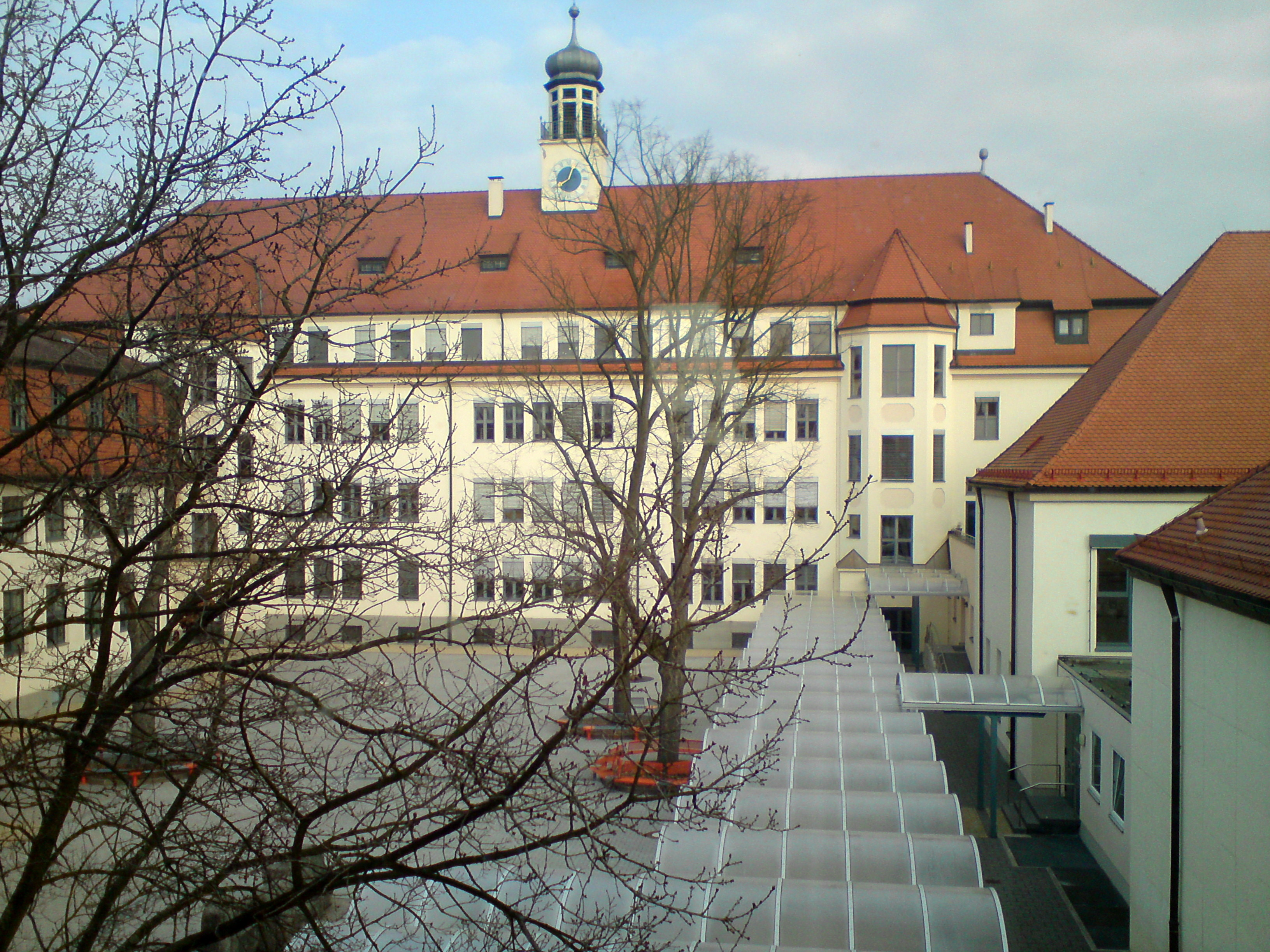
Blick über den Innenhof auf die Rückseite des Hauptgebäudes, rechts die Aula (alte Turnhalle) und die Schwimmhalle

Plan des Graf-Münster-Gymnasiums

Die Schule wurde 1833 als dreijährige Kreis-Landwirtschafts- und Gewerbeschule auf Grund der Bildungsinitiative König Ludwigs I. von Bayern gegründet. Ziel war die Förderung des technischen Fortschritts im Zeitalter der einsetzenden Industrialisierung im bislang agrarisch geprägten Bayern. Der Schulbetrieb begann mit anfangs 59 Schülern, von denen am Ende des Schuljahres lediglich 32 übrig waren. Zunächst befand sie sich im zweiten Stock des hinteren Flügels des Alten Rathauses in der Brautgasse. 1842 zog sie in das Künsberg-Palais in der Friedrichstraße 18 um, wo sie bis 1910 verblieb. 1864 wurde sie in Kreisgewerbeschule und 1872 in Gewerbeschule umbenannt. 1877 wurde sie in eine sechsjährige und in den Jahren 1907 bis 1909 in eine neunjährige Realschule umgewandelt. Im Jahr 1907 wurde im Bayerischen Landtag die Umwandlung der acht bayerischen Kreis-Realschulen in Oberrealschulen beschlossen. Gegen Rückgabe des alten Gebäudes in der Friedrichstraße erklärte sich die Stadt bereit, unentgeltlich ein Grundstück am Schützenplatz zur Verfügung zu stellen und 20 Prozent der Kosten  für einen Neubau zu übernehmen. Nach zweijähriger Bauzeit konnte am 9. April 1910 die Königliche Kreisoberrealschule für Oberfranken an neuer Stelle feierlich eingeweiht werden. In jenem Jahr legten 16 Schüler der Jahrgänge 1882 bis 1890 erstmals die Reifeprüfung an der Schule ab.
Mit der Schulordnung des Jahres 1914 konnte der neue Schultyp der Oberrealschule, die vorzugsweise eine „vertiefte Ausbildung in den mathematisch-naturwissenschaftlichen Fächern“ bieten sollte, als abgeschlossen gelten. Erkennbar waren die Schüler der OR an ihren grünen Schülermützen, während die des Humanistischen Gymnasiums rote Mützen trugen. Von einem Einbruch der Technik in den Schulbetrieb war zunächst wenig zu spüren. Es gab weder elektrisches Licht noch Telefon, Schreibmaschinen wurden erst 1925 angeschafft. Ein auf dem Fahrrad zur Schule kommender Schüler oder Lehrer hätte Aufsehen erregt; Schülerinnen oder weibliche Lehrkräfte gab es nicht.
Im Ersten Weltkrieg traten schon 1914/15 10 Lehrer und 46 Schüler in die Bayerische Armee ein. Die Turnhalle und einige Klassenzimmer wurden als Reservelazarett mit 130 Krankenbetten eingerichtet. Einzelne Schüler kehrten als Verwundete an die Schule zurück, die Beschaffung von Ersatz für die einberufenen Lehrkräfte gestaltete sich zunehmend schwieriger.  Als Kriegsopfer starben 68 aktive und ehemalige Schüler und Lehrer.
Infolge der nach dem Krieg eingerichteten Sonderklassen für Kriegsteilnehmer erreichte die Schule im Jahr 1919 einen erstmaligen Höchststand von 715 Schülern, darunter 13 Mädchen. Die rasch fortschreitende Teuerung bereitete zunehmend Schwierigkeiten; die Mittel reichten kaum noch für die Anschaffung von Tafelschwämmen und Kreide, Holz, Kohle und Bodenwachs wurden bald unerschwinglich teuer. Der zunehmenden Unterernährung der Jugend suchte die 1921 eingeführte „Quäkerspeisung“ abzuhelfen, vor allem Bohnen- und Erbsensuppe mit Weißbrot sowie Milchreis und Kakao wurden aus Thermokesseln im Keller der Schule verteilt.
In jener Zeit waren Schülerverbindungen noch verboten. Aufgrund ihrer Mitgliedschaft in der „Absolvia“ wurden 1918 vier deren Chargen aus der Schule verwiesen. 1921 wurde ein Kneipabend der „Bavaria“ von einem Schutzmann und mehreren Studienräten aufgedeckt; 15 Schüler mussten daraufhin die Lehranstalt verlassen, wurden später auf ministeriale Anweisung hin – unter Zubilligung einer Bewährungsfrist – aber wieder aufgenommen. Auch wurde versucht, den üblichen „Stadtbummel“ der Schüler in der Maximilianstraße und dem Kutscherplatz abzustellen.
In den 1920er Jahren wurde die Gasbeleuchtung durch elektrisches Licht ersetzt und die Turnhalle an die Sammelheizung angeschlossen. Die Hyperinflation des Jahres 1923 verteuerte das monatliche Schulgeld pro Schüler auf 200 Milliarden Mark. Um Kosten für die Beleuchtung zu sparen, wurde der Nachmittagsunterricht eingeschränkt. Auch nach der Einführung der Rentenmark blieb die Finanzlage angespannt – so konnte die Schulleitung schon zufrieden sein, wenn sie Mittel für das Anstreichen abgenutzter Schultafeln erhielt. Zu den Neuerungen gehörte die Abweisung der Mädchen aus der Mittelstufe, der Fremdsprachenunterricht wurde von Französisch auf Englisch umgestellt. Als guter Genius der OR galt der Schriftsteller Jean Paul, dessen Bild im Direktorat und in den Klassenzimmern hing.
Für jeden Schüler musste um 1930 monatlich Schulgeld in Höhe von 20 Reichsmark entrichtet werden. Damals verfügte die OR über einen schuleigenen Botanischen Garten. Nach der „Machtergreifung“ im Jahr 1933 verboten die Nationalsozialisten den Schülern das Tragen der grünen Schülermützen.
1933 feierte man das 100-jährige Bestehen der Schule, welches, wie so viele Veranstaltungen in dieser Zeit, unter dem Einfluss der Nationalsozialisten stand. In der Festschrift und einer Ansprache des Leiters wurde der „Geist von Potsdam als der Geist der Pflichterfüllung und Einordnung dem falsch verstandenen Geist vom Weimar“ gegenübergestellt. Im Jahresbericht 1932/33 hieß es, den Verbänden des Jungvolks (DJ) und der Hitlerjugend (HJ) anzugehören müsse nun Ehrensache jedes Schülers sein. Bereits damals gehörten 266 Schüler diesen Organisationen an. Im Januar 1935 führte der NSDAP-Gauleiter Hans Schemm in der festlich geschmückten Turnhalle den neuen Schulleiter Karl Moll in sein Amt ein. 1938 wurden wegen vorzeitiger Entlassungen zum Heeresdienst vier – nur mündlich durchgeführte – Reifeprüfungen abgehalten. Alle Schüler gehörten nun den politischen Jugendverbänden DJ bzw. HJ an. Ab dem Schuljahr 1942/43 wurde die Note für das Fach Religion nicht mehr in das allgemeine Schulzeugnis eingetragen.
Im Sommer 1943 wurden die Schüler des Jahrgangs 1927 als Flakhelfer für den Einsatz an Flugabwehrkanonen ausgebildet. Nach den schweren alliierten Luftangriffen auf Schweinfurt wurde eine gesamte Klasse dorthin verlegt, wo die Schüler mehrere schwere Angriffe amerikanischer und britischer Bomber erlebten. Im Mai 1944 wurde die Klasse nach Bayreuth zurückverlegt und bediente Flakbatterien in der Altstadt und auf dem Rodersberg. Schulunterricht wurde diesen Jungen nur noch sporadisch im Lainecker Schulhaus angeboten. Am 31. August jenes Jahres wurden die Schüler zunächst zum Reichsarbeitsdienst und nach einigen Wochen zum Wehrdienst einberufen. Sieben Klassenkameraden fielen im Kriegseinsatz, sechs gerieten in sowjetische Gefangenschaft, zwei weitere kehrten schwer verletzt zurück. Insgesamt  400 ehemalige Schüler und Lehrer der OR fielen im Zweiten Weltkrieg. Der Schulbetrieb in dem zuletzt als Kriegslazarett genutzten Gebäude wurde erst im Dezember 1945 – zunächst nur an zwei bis drei Wochentagen – wiederaufgenommen, da es weder eine ausreichende Zahl an entnazifizierten Lehrern gab noch genügend Heizmaterial verfügbar war.
In der NS-Zeit war der Schulbesuch bis zum Abitur um ein Jahr verkürzt worden, der Abiturjahrgang 1954 war der Letzte mit nur acht Jahren bis zur Reifeprüfung. Damals gab es in der Oberstufe drei parallel geführte Klassen, von denen zwei in Französisch und eine in Latein als zweite Fremdsprache unterrichtet wurden. Aufgrund der Raumnot – 1956 sollte das für 600 Schüler vorgesehene Schulgebäude deren doppelte Zahl aufnehmen – wich man auf Schichtunterricht und Wanderklassenbetrieb aus. Im Schuljahr 1956/57 wurden in den beiden untersten Klassen 56 bzw. 59 Schüler unterrichtet.
1949 wurde in der Oberrealschule das erste pädagogische Seminar eingerichtet, das bis heute junge Lehrer ausbildet. Von 1951 bis 1960 wurde, trotz großer Platznot und Schichtunterricht, in der Schule das Hohenschwangauer Modell getestet, welches in etwa dem heutigen G9-Kollegstufenmodell entsprach. 1964 erhielt die Schule einen neusprachlichen Zweig mit Französisch als dritter Fremdsprache neben Englisch und Latein. Die Klassenstufen wurden vom Schuljahr 1965/1966 an von 1 bis 9 in 5 bis 13 geändert. Ab dem 14. März 1966 erhielt die Oberrealschule aufgrund der Umbenennung aller höheren bayerischen Lehranstalten die Bezeichnung „Gymnasium“ und heißt seitdem Graf-Münster-Gymnasium. Den Wunsch, die Schule Alexander-von-Humboldt-Gymnasium zu nennen, hatte das bayerische Kultusministerium abgelehnt.
Im April 1968 geriet die Schülerzeitung Original in die Kritik. Die Redakteure hatten einige Änderungen der bayerischen Schulordnung scharf kritisiert und Zitate des südamerikanischen Guerillakämpfers Che Guevara abgedruckt. Allerdings dienten „anstößige Inhalte auf der Witzeseite“ als Begründung für ein Verkaufsverbot der Ausgabe an zwei anderen örtlichen Gymnasien. Im Juli 1968 begann, zunächst mit der Turnhalle und dem Flügel mit der Chemieabteilung, der Ausbau des Hauptgebäudes. Zu diesem Zweck konnte außerhalb ein Gebäude mit fünf Klassenzimmern angemietet werden. Im Dezember 1971 konnten die in die Private Handelsschule Reger ausgelagerten 5. und 6. Klassen zurückgeholt werden.
Eine geplante Informationsfahrt einer elften Klasse des Graf-Münster-Gymnasiums in die DDR wurde 1970 vom bayerischen Kultusministerium ohne Angabe von Gründen untersagt. Erst nach einer Stellungnahme des Bundesministeriums für innerdeutsche Beziehungen wurde diese Entscheidung revidiert. 1976 wurde die Kollegstufe eingeführt.
Von 1963 bis 1987 gab es einige bauliche Veränderungen:
- 7. September 1965: Der Neubau wurde mit zunächst 15 Klassenzimmern fertiggestellt
- 1964–1965: Errichtung der Schwimmhalle,[22] Eröffnung 20. Januar 1966
- 19. Dezember 1967: Aufstellung der von Hans Rucker aus Kleinziegenfelder Kalkstein gehauenen Steinplastik „Saurier“ im Pausenhof[23]
- 1968–1971: Ausbau und Sanierung des Altbaus
- 1970–1972: Errichtung des Sportplatzes im Anschluss an den Neubau auf dem Gelände der ehemaligen Stadtgärtnerei
- 20. Oktober 1987: Einweihung der neuen Sporthalle und Erweiterung des Neubaus um drei Klassenzimmer

Ab 2007 befand sich die Schule wieder im Umschwung, zum einen aus Platzgründen, zum anderen wurden wegen des G8 folgende Maßnahmen durchgeführt:
- 2004: Die neue Sporthalle wurde gebaut und 2005 fertiggestellt
- 2006: Der Um- und Ausbau einiger Komplexe wurde begonnen
- 2006: Beginn des Baus des neuen Schulgebäudes im Anschluss an den Neubau
- 2007: Der neue Bau wurde fertiggestellt, die sanitären Anlagen wurden erneuert, der Chemie-Trakt wurde saniert, ein neuer Computerraum eingerichtet
- 2008: Renovierung der Außenfassade und Anbringung eines Walmdaches auf dem älteren Neubau

Das GMG ist eines von fünf Gymnasien in Bayern, die 2022 für den Modellversuch „Schulparlamente und Schülerparlamente stärken“ des bayerischen Kultusministeriums ausgewählt wurden. Im Februar 2025 wurde die Schwimmhalle wegen statischer Mängel endgültig geschlossen.

## Schulleiter (unvollständig ab 1954)
- 1833–1838 Erhard Saher
- 1838–1865 Christoph Held
- 1865–1868 August Biehringer
- 1868–1900 Georg Heidner
- 1900–1916 Julius Bräuninger
- 1916–1922 Max Förderreuther
- 1922–1932 August Caselmann
- 1933–1934 Rudolf Schrepfer
- 1935–1945 Karl Moll
- 1946–1949 Alfred Seeberger
- 1949–1954 Friedrich Schmidt[26]
- 1954–???? Peter Lautner
- 1961–???? Hermann Döbereiner[27]
- 1980–1989 Otto Hofmann[28]
- 1999     Kuno Braun[29]
- 2008     Thomas Freiman[30]
- 2010–2015 Kurt Leibold[31]
- 2015–2019 Rolf Müller[32][2]
- seit 2019 Christian Kramer[33]

## Fächerwahl (G8)
- Der Übertritt zum Gymnasium erfolgt nach der 4. Klasse Grundschule.
  - Ab Klasse 5: Englisch als erste Fremdsprache
  - Ab Klasse 6: Wahl zwischen Französisch oder Latein als zweite Fremdsprache
  - Ab Klasse 8: Wahl zwischen dem mathematisch-technologischen und dem sprachlichen Zweig

- Mathematisch-technologischer Zweig
  - Chemie ab der achten Klasse
  - Jeweils eine zusätzliche Unterrichtsstunde Mathematik bzw. Physik im Vergleich zum sprachlichen Zweig

- Sprachlicher Zweig
  - Spanisch bzw. Französisch als dritte Fremdsprache ab der achten Klasse
  - Chemie ab der neunten Klasse

## Europäisches Gymnasium Typ II
Das Gymnasium nahm ab dem Schuljahr 2000/2001 an dem Modellprojekt des europäischen Gymnasiums (Egy) teil.
Dieser Zweig konnte ab dem Übertritt im Typ II belegt werden. Nach der Einführung des G8 endete der Modellversuch, die Egy-Klassen beenden die Ausbildung jedoch im geplanten Egy-Zweig.
- Besonderheiten:
  - Ab Klasse 5: Englisch als erste Fremdsprache
  - Ab Klasse 6: Französisch als zweite Fremdsprache
  - Ab Klasse 9: Intensivierung des Faches Physik
  - Ab Klasse 10: Spanisch als dritte Fremdsprache (Erwerb von Grundkenntnissen)

Als verbindlicher Wahlunterricht ist am Graf-Münster-Gymnasium vorgesehen:
- eine Stunde erweiterter Basissport für alle Kinder (= dritte Sportstunde)
- eine Stunde aus folgendem Angebot: Chor, Instrumentalunterricht, Einführung in die Computerbenutzung unter Windows, Schulgarten, Pluskurs Mathematik

## Unterrichtsangebot
Stand: Schuljahr 2020/2021; alphabetisch geordnet.

### Fächer
- MINT: Biologie, Chemie, Informatik, Mathematik, Natur und Technik, Physik
- Sprachen: Deutsch, Englisch, Französisch, Latein, Spanisch
- Gesellschaftswissenschaften: Ethik, Evangelische Religionslehre, Geschichte, Geographie, Katholische Religionslehre, Philosophie, Psychologie, Sozialkunde, Wirtschaft und Recht
- Musische Fächer & Sport: Dramatisches Gestalten, Kunst, Musik und Sport

### Wahlunterricht und Arbeitsgruppen
- Wahlfachangebote: Arbeitsgemeinschaft (AG) Fotogruppe, AG Natur, AG „NaWi präsentiert“, AG „Nawi Plus“, AG „Graf-Münsters-Talentschmiede“, English Drama Group ‘the fringe’ (englischsprachige Theatergruppe), Schulsanitäter, Wahlunterricht (WU) „Ingenieurwissenschaften erleben“, WU Tastaturschreiben, WU Weben, WU Druck und Typografie („Saurierpresse“)
- Neigungsgruppen Sport: Badminton, Basketball, Fußball, Golf, Handball, Ringen, Schwimmen, Sportklettern, Tauchen, Tischtennis und Volleyball

### Abibac
Ab dem Schuljahr 2024/25 soll das Abibac, eine Kombination aus dem Abitur und dessen französischer Entsprechung Baccalauréat, angeboten werden. Dieser Schulabschluss ist in Frankreich als Studienberechtigung anerkannt.

## Partnerschulen
- Australien: University High School (Melbourne)
- Frankreich: Lycée Notre-Dame de Toutes-Aides (Nantes), Collège Bellevue (Guémené-Penfao)
- Großbritannien: Bishop Luffa School (Chichester)
- Spanien: Instituto Alfonso VIII (Cuenca)
- Tschechien: Gymnazium Karlovy Vary (Karlsbad)
- China: Chunlei Middle School (Hangzhou)

## Schülerverbindungen
An der Schule sind drei Schülerverbindungen aktiv.
- Abituria O. R.
- Absolvia Bayreuth 1833
- Bavaria Bayreuth von 1917 e. V.

## Persönlichkeiten

### Bekannte Lehrer
- Karl Friedrich Wilhelm Braun (1800–1864), lehrte an der Kreis-Landwirtschafts- und Gewerbeschule Chemie, Naturgeschichte, Physik und Technologie
- Hans Laßleben (1908–1941), Zeichenlehrer an der Oberrealschule Bayreuth
- Theodor Langenmaier (1888–1964)

### Bekannte Schüler
- Uwe Brandner, Schriftsteller, Filmregisseur und Filmkomponist[36]
- Gregor Dotzauer, Publizist, Abitur 1981
- Thomas Ebersberger, Oberbürgermeister
- Thomas Hacker, Politiker (FDP)
- Julius Herz (1825–1910), Ingenieur, Schüler der Kreis-Landwirtschafts- und Gewerbeschule
- Peter Kees, Konzeptkünstler
- Franz Kelch, Bariton, legte 1935 das Abitur an der Oberrealschule ab
- Arno Kröniger, Chemiker und Schriftsteller
- Johannes Ponader, Geschäftsführer der Piratenpartei Deutschland, legte 1996 das Abitur ab
- Herbert Popp, Geograph
- Henning Schmitz, Mitglied der Elektropopgruppe Kraftwerk, 1974 Abitur[37]

## Sonstiges
Im Dezember 2015 wurde dem Graf-Münster-Gymnasium vom Bezirksjugendring Oberfranken der Titel „Schule ohne Rassismus – Schule mit Courage“ verliehen.
Unter dem Schulgelände verläuft der dort verrohrte Tappert, der den Zierkanal des Hofgartens speist. Aufgrund einer Verstopfung lief, nach starken Regen- und Schneefällen, Anfang Januar 2025 das Rohr des Bachs über, überflutete die im Keller des 1965 eröffneten Neubaus untergebrachte Heizungsanlage und zerstörte insbesondere deren Elektronik. Bis eine mobile Heizanlage die bis auf 2,4 °C ausgekühlten Gebäude wieder erwärmt hatte, war der Präsenzunterricht für eine Woche unterbrochen.